# Aphaniosoma zaharensis
Aphaniosoma zaharensis is een vliegensoort uit de familie van de Chyromyidae. De wetenschappelijke naam van de soort is voor het eerst geldig gepubliceerd in 1997 door Ebejer & Deeming.